# U Serpentis
U Serpentis är en pulserande variabel av Mira Ceti-typ (M) i stjärnbilden Ormen.
Stjärnan varierar mellan visuell magnitud +7,66 och 14,7 med en period av 239 dygn.